# Фесенко Дмитро Семенович
Дмитро Семенович Фесенко (1895, станиця Бєлогліновская, тепер Ставропольського краю, Російська Федерація — розстріляний 15 жовтня 1937, Москва) — радянський військовий діяч, 1-й заступник командувача військ Київського військового округу, начальник військового гарнізону міста Києва, комкор. Член ЦК КП(б)У в січні 1934 — травні 1937 р.

## Біографія
Народився у вересні 1895 року на Північному Кавказі у станиці Бєлогліновській (біля П'ятигорська) в родині залізничного службовця. Закінчив залізничне училище і п'ять класів гімназії. Потім працював на залізниці.
У січні 1915 року призваний в російську армію рядовим. У серпні 1915 року закінчив прискорений курс Чугуївського військового училища. Учасник Першої світової війни. У 1916 році закінчив Оранієнбаумську офіцерську кулеметну школу. З грудня 1917 року — член комісії з демобілізації Ставки Верховного Головнокомандувача і комендант цієї Ставки. Останній чин в російській армії — поручник.
Член РСДРП(б) з 1917 року.
З квітня 1918 року — у Червоній армії. Учасник громадянської війни в Росії на Південному, Південно-Східному і Кавказькому фронтах. У квітні — травні 1918 року — секретар штабу оборони Кубано-Чорноморської Радянської Республіки — керуючий справами військового комісаріату цієї республіки. У червні 1918 — березні 1919 року — начальник кулеметної команди, помічник командира і командир 43-го стрілецького полку. У березні — серпні 1919 року — командир 102-го стрілецького полку. У вересні 1919 — березні 1920 року — командир 2-ї та 1-ї бригад 12-ї стрілецької дивізії.
У березні — червні 1920 року — військовий керівник Таганрозького окружного військового комісаріату. У червні — серпні 1920 року — військовий керівник Ростовського окружного військового комісаріату. У серпні 1920 — 1922 року — командир 2-ї та 1-ї бригад 2-ї Донської стрілецької дивізії.
У 1922—1924 роках — командир 25-го і 64-го стрілецьких полків. У липні 1924 — червні 1925 року — помічник командира 28-ї Горської стрілецької дивізії. У червні 1925 — жовтні 1927 року — командир 18-ї Ярославської стрілецької дивізії. У жовтні 1927 — листопаді 1930 року — командир і військовий комісар 9-ї Донської стрілецької дивізії. У 1925 і 1929 роках закінчив Курси удосконалення вищого начальницького складу при Військовій академії імені Фрунзе.
У листопаді 1930 — липні 1931 року — командир і військовий комісар 51-ї стрілецької дивізії. У 1931 році закінчив курси командирів-єдиноначальників при Військово-політичній академії імені Толмачова.
У липні 1931 — травні 1935 року — командир і військовий комісар 6-го стрілецького корпусу Українського (Київського) військового округу.
У травні 1935 — липні 1937 року — 1-й заступник командувача військ Київського військового округу — начальник військового гарнізону міста Києва.
18 липня 1937 року заарештований органами НКВС. Військовою колегією Верховного суду СРСР 15 жовтня 1937 року за звинуваченням у військовій змові засуджений до розстрілу. Вирок виконаний того ж дня, похований на кладовищі Комунарка біля Москви. Визначенням Військової колегії від 19 липня 1957 року реабілітований.

## Звання
- поручник російської армії
- комкор (20.11.1935)

## Нагороди
- орден Червоного Прапора (10.11.1920)